# Граф, Фридрих Хартман
Фридрих Хартман Граф (нем. Friedrich Hartmann Graf; 23 августа 1727, Рудольштадт — 19 августа 1795, Аугсбург) — немецкий флейтист, дирижёр и композитор. Сын и ученик Иоганна Графа, брат Кристиана Эрнста Графа.
В 1743—1746 гг. учился игре на ударных инструментах у Иоганна Георга Кеземана. Затем поступил на службу ударником в военный оркестр голландского полка и принял участие в Войне за австрийское наследство, в ходе которой попал во французский плен. Затем оказался в Англии, где выучился играть на флейте. В 1759—1766 гг. жил и работал в Гамбурге, сперва как флейтист, затем как дирижёр учреждённых в 1761 году абонементных концертов. В середине 1760-х гг. гастролировал по Германии, Голландии, Великобритании, Италии и Швейцарии как флейтист-виртуоз, затем поступил в придворный оркестр графства Штайнфурт под руководством Иоганна Фридриха Клёффлера. В 1768—1772 гг. флейтист придворного оркестра в Гааге, которым руководил его брат Кристиан Эрнст. После этого до конца жизни обосновался в Аугсбурге, был капельмейстером церкви Святой Анны, в 1779 году основал любительский оркестр. В 1783 и 1784 гг. дирижировал как приглашённый дирижёр концертами в Лондоне, в 1789 году был удостоен степени почётного доктора Оксфордского университета.
Среди сочинений Графа — кантата «Андромеда» и оратория «Блудный сын» (нем. Der verlorne Sohn), с успехом исполненные в 1780 году в Вене, сочинения для флейты, многочисленные камерные ансамбли.